# Battaglia del Canale di Procida (1799)

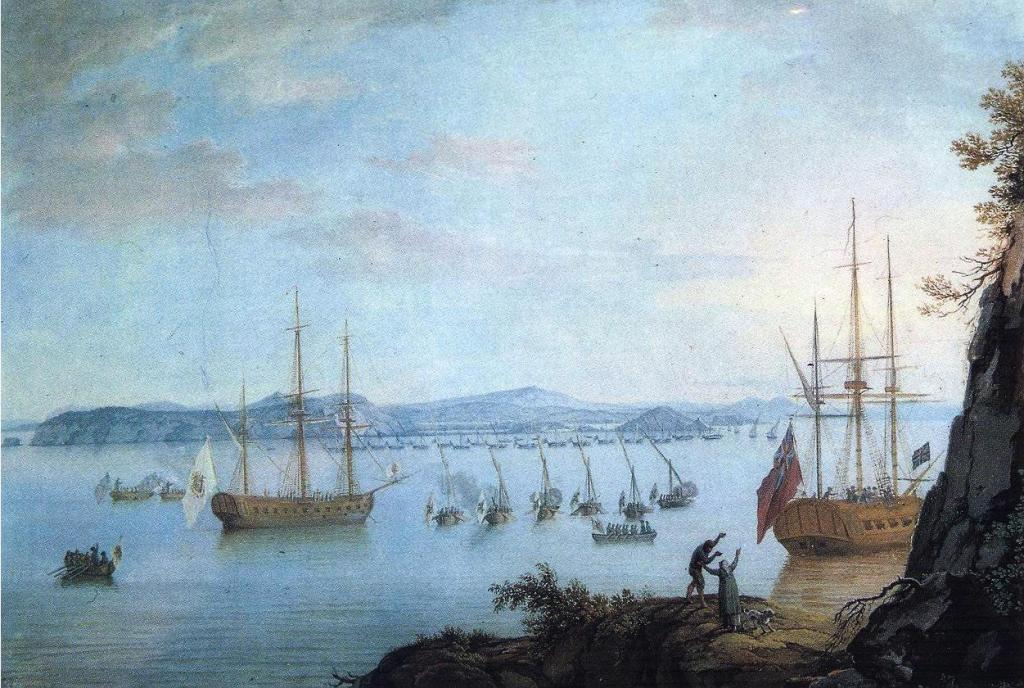
Battaglia navale veduta da Procida,
opera di Saverio della Gatta, 1800,
Museo di San Martino

La battaglia del Canale di Procida fu un combattimento navale che si svolse il 17 maggio 1799 nelle acque del mar Tirreno Meridionale, sullo specchio acqueo che separa l'isola dell'arcipelago delle Pitecuse (Ischia, Vivara e Procida) dalla penisola flegrea, costituendo il punto d'ingresso più settentrionale del Golfo di Napoli da quello di Gaeta, collegandoli.
Allo scontro si addivenne nel vano tentativo dei repubblicani di riconquistare l'isola per mezzo di una flottiglia di imbarcazioni agli ordini di Francesco Caracciolo, posto in essere con un infruttuoso colpo di mano avente l’obiettivo di strapparla al controllo anglo-borbonico e portoghese dopo essere caduta in loro possesso assieme alle altre Pitecuse il 2 aprile 1799, imponendo il blocco navale alla città per tentare poi uno sbarco anfibio sulle coste.

## Storia
Tra il 2 e il 3 aprile 1799, una squadra della marina anglo-borbonica e portoghese al comando del capitano di vascello Thomas Troubridge composta dalle navi di linea HMS Culloden (nave di bandiera), HMS Zealous (Capt. Samuel Hood), HMS Minotaur (Capt. Thomas Louis), HMS Swiftsure (Capt. Benjamin Hallowell), HMS Sea-Horse (Capt. Edward Foote), la bombarda HMS Perseus (20 cannoni, Capt. James Oswald), il brigantino ex-spagnolo El Corso (18 cannoni, Capt. Thomas Williams poi William Ricketts), la fregata Minerva (com.te Giuseppe de Thurn e Valsassina) ed il vascello portoghese São Sebastião (64 cannoni, commodoro Simpson Mitchell) inviate per la conquista delle isole del Golfo di Napoli con lo scopo di porre il blocco navale alla città partenopea per ordine di Orazio Nelson, il quale si trovava a Palermo a bordo della HMS Vanguard elevando inizialmente il Capt. Troubridge come alto ufficiale (senior officer) responsabile, passando poi il testimone a Capt. Edward James Footes il 15 maggio 1799 con funzioni, per parte inglese, di governatore generale di Procida, Ischia, Capri, Ponza ecc.
La sera di mercoledì 15 maggio, dopo aver notato una ridotta sorveglianza da parte degli anglo-borbonici con la partenza di alcune navi, tra cui la HMS Culloden di Troubridge richiamata da Nelson, un fuoriuscito procidano giunto a Napoli riferì il fatto e giovedì mattina 16 maggio, dopo un proclama di Caracciolo, direttore generale della Marina, salparono verso mezzogiorno, comandate da lui, 2 galeotte, otto 8 cannoniere, 6 bombardiere e vari feluconi alla volta di Procida, dove giunsero la notte.
La mattina del 17 maggio si addivenne allo scontro; la fregata napoletana lealista Minerva comandata dal conte di Thurn fu più volte colpita e ruppe gli alberi, mentre i repubblicani, non essendosi accorti delle batterie costiere che iniziavano a far fuoco su di loro, subirono il danneggiamento di una cannoniera e la perdita di 5 uomini e 3 feriti, ed essendo cambiato il vento questi si ritirarono mentre gli anglo-borbonici, oltre alla già citata fregata, subirono il anche il danneggiamento di una cannoniera e diversi morti.
La battaglia fu documentata dal Monitore Napolitano della Eleonora de Fonseca Pimentel e da due guazzi di Saverio della Gatta esposti al museo nazionale di San Martino.